# Samuel Page
Samuel Page, connu sous le nom de Sam Page, est un acteur américain, né le 5 novembre 1976 à Whitefish Bay (Milwaukee) dans le Wisconsin (États-Unis).

## Biographie

### Vie privée
Il épouse sa compagne, Cassidy Boesch, le 8 novembre 2014 en Californie.  
Ils ont quatre enfants : un garçon prénommé Logan, né le 27 septembre 2016, ainsi que des jumeaux, nés le 11 août 2017 prénommés Annabelle et Evie.
Depuis octobre 2022, il est également papa de Scottie.

## Carrière
En 2010, il intègre pour quatre épisodes le casting de la quatrième saison de la série télévisée Gossip Girl, pour y incarner Colin Forrester, un professeur de l'université Columbia.
En 2013, il rejoint la distribution de la deuxième saison de House of Cards. Elle est diffusée en 2014 sur la plateforme Netflix.
En 2017, il intègre la distribution de la série The Bold Type (en français : De celles qui osent), pour y incarner Richard Hunter, avocat pour le magazine Scarlet. 

## Filmographie

### Cinéma

#### Longs métrages
- 2000 : Castle of the Dead de David DeCoteau : Calvin
- 2001 : The Brotherhood de David DeCoteau : Chris Chandler
- 2001 : Micro Mini Kids de Bruce McCarthy et David DeCoteau : Blake
- 2005 : Wish You Were Here de Darryn Welch : David Dunsmore
- 2005 : Cruel World (en) de Kelsey T. Howard : Daniel Anderson
- 2009 : Falling Up de David M. Rosenthal : Buck
- 2009 : Slave de Darryn Welch : David Dunsmore
- 2014 : Serial Daters Anonymous de Chris Carson Emmons : Kyle
- 2015 : Renaissances (Self/less) de Tarsem Singh : Carl Baldwin
- 2015 : 1915 (en) de Garin Hovannisian (en) et Alec Mouhibian : James
- 2015 : The Preppie Connection (en) de Joseph Castelo : Mr. Jennings
- 2015 : Captive (en) de Maggie Kiley (en) : Justin
- 2016 : The Tiger Hunter (en) de Lena Khan : Kenneth Porter
- 2021 : Brazen Virtue de Monika Mitchell : Ed

#### Courts métrages
- 2010 : The United Monster Talent Agency de Gregory Nicotero : David
- 2011 : Starsucker de Nathan Skulnik : Pete Thump
- 2011 : A Proper Send-Off d'Eva Longoria : Paul
- 2011 : Valediction de Dustin Kahia (en) : Miles
- 2014 : One Last Look d'Annabel Teal : Man
- 2015 : Chicago Sanitation de Bryan Madole : Un homme

### Télévision

#### Séries télévisées
- 1999 : Undressed : Sam
- 1999 : Popular : Stone Cold Fox boy
- 1999 : Sept à la maison (7th Heaven) : Brad Landers
- 1999 : La fille de l'équipe (Hang Time) : Sage
- 2001 : Men, Women & Dogs : Tom
- 2002 - 2003 : La Force du destin (All My Children) : Trey Kenyon
- 2003 - 2004 : Mes plus belles années (American Dreams) : Drew Mandel
- 2005 : Les Experts : Miami (CSI : Miami) : Jeff Marshall
- 2005 - 2006 : Point Pleasant, entre le bien et le mal (Point Pleasant) : Jesse Parker
- 2006-2007 : Shark : Casey Woodland
- 2008 : Imaginary Bitches : Riley
- 2008 - 2012 : Mad Men : Greg Harris
- 2009 : Les experts : Manhattan (CSI : NY)  : L'informaticien / Liam Connover
- 2009 : Melrose Place : Nouvelle Génération (Melrose Place) : Victor
- 2010 : Desperate Housewives : Sam Allen
- 2010 : Gossip Girl : Colin Forrester
- 2010 : The Event : Rick
- 2010 : Castle : Brian, le barman
- 2010 - 2011 : Greek : Joel
- 2011 : Lie to Me : George Walker
- 2011 : Up All Night : Dr. Goddard
- 2012 : The Client List : TJ Braswell
- 2012 : Last Resort : Le frère de Kylie
- 2012 - 2015 : Switched (Switched at Birth) : Craig Tebbe
- 2013 : Scandal : Will Caldwell
- 2013 : La Diva du divan (Necessary Roughness) : Sam Cont
- 2014 : House of Cards : Connor Ellis
- 2014 : The Mindy Project : Andy
- 2015 : Stalker : Mike
- 2015 : Adam Ruins Everything : Dr. Todd Bodd
- 2016 : Unbreakable Kimmy Schmidt : Keith Habersohl
- 2017 : De celles qui osent (The Bold Type) : Richard Hunter
- 2023 : Grey’s Anatomy : Sam Sutton

#### Téléfilms
- 2006 : Filthy Gorgeous de Robert Allan Ackerman : Zach
- 2008 : Hors circuit (Finish Line) de Gerry Lively (en) : Mitch Camponella
- 2011 : Mademoiselle Noël (Annie Claus is Coming to Town) de Kevin Connor : Ted
- 2012 : L'Impensable Vérité (Imaginary Friend) de Richard Gabai : Robert
- 2013 : Dans l'ombre du doute (In the Dark) de Richard Gabai : Jeff
- 2014 : L'infirmière du cœur (Touched) de Bradford May : Justin Boswell
- 2015 : Mix de Daniel Barnz : James
- 2016 : Un coach pour la Saint-Valentin (All Things Valentine) de Gary Harvey : Brendan
- 2017 : Juste une promenade (Walking the Dog) de Gary Harvey : Keith
- 2017 : Mister Noël de Blair Heyes : Tom Jacobs
- 2017 : Un Noël de conte de fées (Royal New Year's Eve) de Monika Mitchell : Prince Jeffrey
- 2019 : Nous deux, c'était écrit (The Story of Us) de Scott Smith : Sawyer
- 2019 : Coup de foudre pour la bachelorette (My One & Only) de Gary Yates : Alex Fletcher
- 2019 : Un Noël magique à Rome (Christmas in Rome) d'Ernie Barbarash : Oliver Martin
- 2020 : Un fabuleux coup de foudre pour Noël (A Godwink Christmas : Second Chance, First Love) d'Heather Hawthorn Doyle : Pat Godfrey
- 2021 : Un été à Channing de  Rich Newey : Jack Armstrong

## Voix françaises
En France, Damien Ferrette est la voix française régulière de Samuel Page.
| - Damien Ferrette dans : - Point Pleasant, entre le bien et le mal (série télévisée) - Shark (série télévisée) - Hors circuit (téléfilm) - Melrose Place : Nouvelle Génération (série télévisée) - Les experts: Manhattan (série télévisée) - Desperate Housewives (série télévisée) - Gossip Girl (série télévisée) - Mademoiselle Noël (téléfilm) - Lie to Me (série télévisée) - Dans l'ombre du doute (téléfilm) - Switched (série télévisée) - The Client List (série télévisée) - Scandal (série télévisée) - L'Infirmière du cœur (téléfilm) - House of Cards (série télévisée) - The Mindy Project (série télévisée) - Stalker (série télévisée) - Renaissances - Captive (téléfilm) - Juste une promenade (téléfilm) - L'Emprise du vice | - - grey's Anatomy - Sebastien Desjours dans : - Un coach pour la Saint Valentin (téléfilm) - Un Noël de conte de fées (téléfilm) - Coup de foudre pour la bachelorette (téléfilm) - Un Noël magique à Rome (téléfilm) - Nous deux, c’était écrit (téléfilm) - Un fabuleux coup de foudre pour Noël (téléfilm) - Un été à Channing (téléfilm) et aussi - Alexandre Gillet dans L'Impensable Vérité (téléfilm) - Stéphane Miquel dans Mad Men (série télévisée) - Alexis Victor dans Unbreakable Kimmy Schmidt (série télévisée) - Pascal Nowak dans Mister Noël (téléfilm) |